# Ayşe
Ayşe ist ein türkischer weiblicher Vorname.

## Herkunft und Bedeutung
Ayşe ist ein Name arabischer Herkunft. Übersetzt bedeutet er lebhaft, lebensfroh, lebend(ig).

### Varianten
- Ayse
- Aişe / Aişa
- Aische
- Aishe
- Ayşii
- Ayşegül
- Ayşenur

## Namensträgerinnen

### Osmanische Zeit
- Ayşe Hafsa Sultan (um 1479–1534), Mutter des osmanischen Sultans Süleyman I.
- Ayşe Sultan († 1656/57) (um 1605/06 oder 1608–1656/57), osmanische Prinzessin
- Ayşe Sultan (1887–1960), osmanische Prinzessin

### Vorname
- Ayşe Erkmen (* 1949), türkische Bildhauerin
- Ayşe Erzan (* 1949), türkische theoretische Physikerin
- Ayşe Kilimci (* 1954), türkische Schriftstellerin
- Ayşe Kulin (* 1941), türkische Journalistin und Schriftstellerin
- Ayşe Hatun Önal (* 1978), türkische Popmusikerin, Schauspielerin und ehemaliges Model
- Ayşe Polat (* 1970), deutsche Regisseurin und Autorin
- Ayşe Romey (* 1970), US-amerikanische Schauspielerin und bildende Künstlerin
- Ayşe Sezgin (* 1958), türkische Diplomatin
- Ayşe Teymûr (1840–1902), türkisch-ägyptische Dichterin
- Ayşe Tütüncü (* 1960), türkische Jazzpianistin und Komponistin